# Batman & Robin
Batman & Robin is een Amerikaanse film uit 1997 onder regie van Joel Schumacher, gebaseerd op de Batman-strips. De film is een vervolg op Batman Forever en de vierde film in een reeks van vier op elkaar aansluitende Batmanfilms.
Batman & Robin was het minst succesvolle deel van de vier films. De productie werd genomineerd voor elf Razzie Awards, waarvan het die voor 'slechtste actrice' (Alicia Silverstone) daadwerkelijk won. Daarentegen werd de film ook genomineerd voor Saturn Awards voor beste fantasyfilm, beste kostuums en beste grime.

## Verhaal
Gotham City wordt wederom bedreigd door een superschurk. Ditmaal betreft het Mr. Freeze: voorheen de arts Victor Fries die door een ongeluk met vloeibare stikstof is veranderd in een ijsman die alleen kan overleven in een koud klimaat. Freeze heeft het voorzien op de diamanten van de stad. Met deze diamanten houdt hij zijn pak, dat zijn lichaam afkoelt, werkende, en wil hij een ijskanon bouwen om Gotham City te gijzelen. Hij doet dit om aan geld te komen zodat hij zijn zieke vrouw kan genezen. Batman en Robin confronteren hem in het Gotham Museum, maar hij ontkomt.
Ondertussen, in een jungle, is de wetenschapper Pamela Isley bezig met haar onderzoek naar het fuseren van planten met dieren zodat planten eindelijk terug kunnen vechten tegen de mens. Haar baas, Jason Woodrue, steelt echter haar gifmonsters om zelf een supersoldaat genaamd Bane te maken die hij per opbod wil verkopen. Wanneer Pamela dit ontdekt, probeert Jason haar te vermoorden met haar eigen planten en gifmonsters. Dit gif verandert Pamela echter in de beeldschone maar gevaarlijke Poison Ivy. Ze vermoordt Jason en vertrekt met Bane naar Gotham City.
Bruce Wayne en Dick Grayson krijgen bezoek van Barbera Wilson, een nichtje van Bruce’ butler Alfred. Ondertussen maken ze een plan om Freeze te vangen. Ze lokken hem naar een liefdadigheidsfeest met een grote diamant, en weten hem daar te vangen. Poison Ivy, die ook op het feest is, ziet in Freeze een potentiële partner voor haar plannen. Daarom helpt ze hem ontsnappen uit de gevangenis, en spannen de twee samen tegen Batman en Robin. Wel ontdoet Ivy zich van haar concurrente, Freeze’ vrouw. Door Ivy’s toedoen begint er een breuk te ontstaan tussen het duo.
Bruce ontdekt dat Alfred ziek is: hij lijdt aan dezelfde ziekte als Freeze’ vrouw, maar zijn ziekte bevindt zich nog in het eerste stadium. Tegen dit stadium heeft Freeze reeds een geneesmiddel ontdekt. Freeze, die van Ivy te horen krijgt dat Batman en Robin blijkbaar zijn vrouw hebben gedood, besluit zijn ijskanon af te maken en de hele wereld in een nieuwe ijstijd te storten. Hierna kunnen Ivy’s creaties, plant-dierhybriden, de wereld overnemen.
Bruce en Dick leggen hun ruzie eindelijk bij wanneer ze inzien dat Ivy de oorzaak is van hun ruzie. Ondertussen ontdekt Barbara de batgrot. Ze wordt zelf de superheldin Batgirl en verslaat eigenhandig Poison Ivy. Daarna haasten de drie helden zich naar de nieuwe telescoop, die door Freeze in een ijskanon is veranderd. Robin en Batgirl verslaan Bane, en Batman verslaat Freeze.
Batman onthult aan Freeze dat het in werkelijkheid Ivy was die zijn vrouw probeerde te vermoorden, maar dat ze nog in leven is dankzij Robin en hem. Hij weet Freeze te overtuigen hem het medicijn tegen Alfreds ziekte te geven. Ook zal Freeze al het geld krijgen dat hij nodig heeft om zijn onderzoek naar een geneesmiddel voort te zetten.
Dankzij het medicijn van Freeze is Alfred spoedig genezen. Batgirl krijgt officieel haar plaats in het team.

## Rolverdeling
| Acteur                     | Personage                 |
| -------------------------- | ------------------------- |
| George Clooney             | Batman / Bruce Wayne      |
| Arnold Schwarzenegger      | Mr. Freeze / Victor Fries |
| Chris O'Donnell            | Robin / Dick Grayson      |
| Uma Thurman                | Poison Ivy / Pamela Isley |
| Alicia Silverstone         | Batgirl / Barbara Wilson  |
| Michael Gough              | Alfred Pennyworth         |
| Pat Hingle                 | James Gordon              |
| John Glover                | Jason Woodrue             |
| Elle Macpherson            | Julie Madison             |
| Vivica A. Fox              | B. Haven                  |
| Vendela Kirsebom Thomessen | Nora Fries                |
| Doug Hutchison             | Golum                     |
| Elizabeth Sanders          | Gossip Gerty              |
| Jeep Swenson               | Bane                      |
| John Fink                  | Wachter in een museum     |
| Michael Reid MacKay        | Antonio Diego             |
| Coolio                     | Bankier                   |

## Achtergrond

### Productie
Na het succes van Batman Forever wilde Schumacher nog een Batman-film maken. Hij had aanvankelijk plannen voor een prequel op de film uit 1989, maar Warner Bros. stond erop dat het een sequel zou worden.
Poison Ivy stond al vanaf het begin op de planning als de volgende schurk. Daar de vorige film succesvol was als “kindvriendelijke” film, wilde Warner Bros. van deze film een nog kindvriendelijkere versie maken.
Val Kilmer wilde niet meewerken aan de sequel, dus ging de rol van Batman over naar George Clooney. Toen het script vorderde werd besloten ook Mr. Freeze en Batgirl aan de film toe te voegen. Batgirls achtergrond werd voor de film wat aangepast: in plaats van de dochter van James Gordon was ze in de film het nichtje van Alfred Pennyworth.

### Ontvangst
De film was zowel financieel als kritisch geen succes. De film werd bespot om zijn slechte script en campy stijl. Critici noemden de film ook wel Batman on Ice vanwege een van de eerdere scènes waarin Batman en Robin Freeze bevechten op schaatsen. Op Rotten Tomatoes scoort de film een vernietigende 11%, terwijl Roger Ebert de film met een nog redelijk milde 2/4 beoordeelde. George Clooney was zelf ook niet te spreken over de film. Zelfs Schumacher gaf toe niet echt trots te zijn op deze film.  De film had een goed openingsweekend met een opbrengst van 42 miljoen dollar, maar daarna ging de verkoop hard achteruit. Uiteindelijk bracht de film 131 miljoen dollar op.

### Nasleep
Het floppen van de film betekende een einde van de Batman-franchise voor acht jaar. Pas in 2005 werden de films een nieuw leven ingeblazen met Batman Begins. Deze nieuwe films zijn onderdeel van een nieuwe reeks, en sluiten niet aan op de reeks waar Batman & Robin bij hoorde.

## Prijzen/nominaties (uitgebreid)
In 1998 werd “Batman & Robin” genomineerd voor 23 prijzen, waarvan hij er vijf won.
Gewonnen:
- De ASCAP Award voor “Top Box Office Films”.
- Twee Blockbuster Entertainment Award:
  - Favoriete actrice – Sci-Fi (Uma Thurman)
  - Favoriete mannelijke bijrol – Sci-Fi (Chris O'Donnell)
- De Blimp Award voor Favoriete filmactrice (Alicia Silverstone).
- De Golden Raspberry Award voor slechtste vrouwelijke bijrol (Alicia Silverstone)

Alleen genomineerd:
- Drie Saturn Awards.
  - Beste kostuums
  - Beste fantasiefilm
  - Beste make-up
- Twee Blockbuster Entertainment Award:
  - Favoriete mannelijke bijrol – Sci-Fi (Arnold Schwarzenegger)
  - Favoriete vrouwelijke bijrol – Sci-Fi (Alicia Silverstone)
- Twee Blimp Awards:
  - Favoriete film
  - Favoriete filmactrice (Uma Thurman)
- Een Golden Reel Award voor “Best Sound Editing - Dialogue & ADR”.
- Tien Golden Raspberries:
  - Slechtste regisseur
  - Slechtste originele lied ("The End is The Beginning is The End".)
  - Slechtste film
  - “Worst Reckless Disregard for Human Life and Public Property”
  - Slechtste remake of sequel
  - Slechtste filmkoppel (George Clooney en Chris O'Donnell
  - Slechtste screenplay
  - Slechtste mannelijke bijrol (Chris O'Donnell).
  - Slechtste mannelijke bijrol (Arnold Schwarzenegger)
  - Slechtste vrouwelijke bijrol (Uma Thurman)

## Trivia
- In de scène waar Bane het kostuum van Mr. Freeze ophaalt kan men op de voorgrond de kostuums van Riddler en Two-Face, de twee schurken uit de vorige film, zien hangen.